# クマとインテリ
『クマとインテリ』（orso e intellettuale）は、basso（オノ・ナツメ）による日本のボーイズラブ漫画作品の短編集。続編に『amato amaro』（アマート・アマーロ）、『Gad Sfortunato』（ガッド・スフォルトゥナート）、『アルとネーリとその周辺』（アルとネーリとそのしゅうへん）がある。
テーマは、「イタリア男、スーツ、眼鏡」である。
ゲイであることを秘匿しているイタリアの初老の政治家ファウスト・カッラーロを中心に、ファウストの政敵で、ゲイであることを公表しているアルビーノ・ドルチとその恋人ネーリ、経済学者のヴィットーリオ・コンティ、イタリア一美味しいと評判のジェラテリーアの主人マルチェッロ、タトゥー・スタジオの店主ガッドなど、周辺の人物のサイドストーリーを交えながら物語は進む。

## 収録作品
クマとインテリ
| タイトル                            | 初出                            | あらすじ |
| ----------------------------------- | ------------------------------- | --- |
| con te コン テ                      | 『季刊EDGE』vol.2（2004年7月）  | 高級レストランの給仕のゲイの青年ネーリは、客の初老の紳士に誘われ、関係を持つ。政治に興味のないネーリは知らなかったが、彼はアンチゲイを標榜する前首相のファウスト・ カッラーロであった。                                                                                            |
| orso e intellettuale クマとインテリ | 『季刊EDGE』vol.3（2004年11月） | バカンスで島を訪れたファウスト・カッラーロは、自分の好みとは違うクマのようなカメラマン、ブルーノと出会う。 |
| Manifesto マニフェスト              | 『EDGE』vol.4（2005年4月）      | カッラーロの新入りの秘書を務める青年は、帰宅途中にカッラーロのポスターに落書きをする輩を見つけてしまう。仕返しをするもすぐに後悔し、仕返ししたことを黙っている代わりに「処女」を要求される。                                                                                       |
| ジェラートにまつわる3つの短編       | 描きおろし                      | 「ジェラート談義 discorso del gelato 」「追われる男 uomo che e stato inseguito 」「昼下がりの部屋 la camera del primo pomeriggio 」の3編を通して、息子の同性婚に難色を示していたジェラテリーアの主人マルチェッロの心境の変化が窺える作品。「追われる男」は「マニフェスト」の続編。 |
| Sigaro シーガロ                     | 『季刊EDGE』vol.1（2004年4月）  | 葉巻を愛好する国会議員オリヴィエーロとその恋人マルコの短編。 |
| ricco e riparatore 金持ちと修理工   | 描きおろし                      | シリーズ外作品。タイトルはイタリア語だが、舞台はニューヨーク[2]。 |
| 黒山さんのニオイ                    | 同人誌『黒山眼鏡店2004』        | シリーズ外作品。日本人サラリーマンが主人公。 |

amato amaro
| タイトル                                                 | 初出                                             | あらすじ |
| -------------------------------------------------------- | ------------------------------------------------ | --- |
| LA SCORTA ラ・スコールタ                                 | 『OPERA』vol.1（2005年12月）                     | 極左グループから脅迫を受けている経済学者ヴィットーリオ・コンティの元に、ボディーガードのアルマンド・パガーニが派遣される。                                   |
| Gino e Vittorio ジーノとヴィットーリオ                   | 『OPERA』vol.5 -おとなのかわいい！-（2007年1月） | 友人のヴィットーリオから聞かされていない脅迫事件の顛末を、報道で知ったジーノは不機嫌になる。例年通り、彼を誕生日パーティーに招待し、彼からの謝罪を待つが……。 |
| amato amaro アマート・アマーロ                           | 『OPERA』vol.6 -旅- （2007年4月）                | ヴィットーリオとアルマンドのその後の物語。 |
| bandoliera バンドリエラ                                  | 『OPERA』vol.2 -制服- （2006年4月）              | 元カラビニエーリと、現役のカラビニエーリのカップルの短編。                                                                                                   |
| differenza ディッフェレンツァ                            | 『OPERA』vol.3 -眼鏡- （2006年7月）              | ゲイであることで父親と確執があるマウロは、双子の兄パオロの結婚パーティーに、パートナーを連れていく。                                                         |
| tatuaggio タトゥアッジィオ                               | 『OPERA』vol.4 -和- （2006年10月）               | タトゥーを入れに来た男は、デザイン集の中に日本の漢字があるのを見て、日本好きが高じて日本へ行ってしまった元恋人を思い出す。                                   |
| partita パルティータ                                     | 『OPERA』vol.1（2005年12月）                     | シリーズ外掌編作品。 |
| GELATERIA DI MARCELLO ジェラテリーア・ディ・マルチェッロ | 『OPERA』vol.1（2005年12月）                     | 「ジェラートにまつわる3つの短編」に登場したジェラート好きの3人の青年が、仕事やプライベートで落ち込むも、極上のジェラートで回復する。                         |
| カッラーロの秘書                                         | 描きおろし                                       | カッラーロの第一秘書が、カッラーロの娘アンナに振り回される。                                                                                                 |

Gad Sfortunato
| タイトル                           | 初出                                    | あらすじ |
| ---------------------------------- | --------------------------------------- | --- |
| prologo                            | 描きおろし                              | プロローグ |
| macchia nera マッキア・ネーラ      | 『OPERA』vol.7 -黒- （2007年7月）       | タトゥー屋のガッドが暮らすアパートのトイレで水漏れがあり、上階の住人に連絡を取るが……。                                         |
| il mio lavoro イル ミオ ラヴォーロ | 『OPERA』vol.8 -働く男- （2007年10月）  | アパートの大家がガッドのところへ家賃の集金に訪れる。大家の妻は、どうしてガッドが自分で持って来ないのかと不審に思うが……。       |
| balcone バルコーネ                 | 『OPERA』vol.9 -エロ- （2008年1月）     | 「タトゥアッジィオ」の後の物語。ガッドを好きになってしまった、日本に恋人を取られた青年は、ガッドをどう振り向かせようかと悩む。 |
| esitanza エジタンツァ              | 『OPERA』vol.10 -純愛- （2008年4月）    | 日本へ行った元恋人が日本人の男を連れて帰国した。彼に未練があるが、ガッドのことも好きな青年は……。                               |
| Sfortunato スフォルトゥナート      | 『OPERA』vol.12 -闘う男- （2008年10月） | 強く想ってくる相手とは付き合えない、ガッドがそうなった訳とは……。                                                               |
| ingranaggio イングラナッジォ       | 『OPERA』vol.13 -初体験- （2009年1月）  | 大家との関係が彼の妻にバレ、ガッドはアパートを出ていかなければならなくなる。                                                   |
| epilogo                            | 描きおろし                              | エピローグ |

アルとネーリとその周辺
| # | 初出                                         | あらすじ |
| - | -------------------------------------------- | --- |
| 1 | 『OPERA』vol.9 -エロ- （2008年1月）          | ミラノ支部に入党した熱心な党員ウーゴに感心するアルだったが……。                                                         |
| 2 | 『OPERA』vol.11 -インテリ- （2008年7月）     | カッラーロの第一秘書は、カッラーロの秘密がいつばれるのかと気が気ではなく……。                                           |
| 3 | 『OPERA』vol.14 -家族- （2009年4月）         | ミラノ支部のウーゴは、優しい言葉をかけてくれる支部長に恋をし、アルに相談する。                                         |
| 4 | 描きおろし                                   | ウーゴと支部長とのミラノへの帰途。                                                                                     |
| 5 | 『OPERA』vol.16 -マリアージュ- （2009年8月） | ゲイであることをまだ父親に打ち明けられていないマルチェッロの息子の若き日の物語。                                       |
| 6 | 『OPERA』vol.17 -秘密- （2009年10月）        | カッラーロの第一秘書に興味を持ったネーリは、給仕のバイト先のホテルで秘書に再会し、カッラーロの秘密をネタに関係を迫る。 |
| 7 | 描きおろし                                   | 掌編作品。 |
| 8 | 『OPERA』vol.21 -駆け引き- （2010年6月）     | アルは、かつて党の土台を作り、まだ少年だった自分の「初めての相手」の声と、カッラーロの声が似ていることに気付く。       |

## 登場人物
ファウスト・カッラーロ
イタリア前首相。与党下院議員。党総裁。妻子がおり、表向きはアンチゲイを標榜している。前々代の首相の政策の失敗を引き継ぐ形で首相に就任したが、地方選挙で野党に負けた責任を取るため、内閣を解散した。内閣解散の最短記録を更新したため、一部では、党のお飾り、無能などと叩かれている。
若く美しい青年が好みのタイプ。メディア王の弟がいるため、スキャンダルはもみ消され、表に出てくることはない。
ネーリ
高級レストランのカメリエーレ（給仕）。インテリの紳士、特に老眼鏡をかけた紳士が好みのタイプ。政治に全く興味がなく、ファウストのことも全く知らなかった。アルは好みのタイプとは違うが、かっこいいから好き。
アルビーノ・ドルチ
野党下院議員。党首。40歳過ぎ。ゲイであることをカミングアウトしている。ジムで知り合ったネーリとは体の関係だけだったが、後に恋人となる。
カッラーロの第一秘書
有能な秘書。男遊びが過ぎないようにカッラーロを諌めたり、秘密が露見しないように腐心している。
ブルーノ・バルディーニ
カメラマン。26歳。ファウストのことが好きで、偶然を装って彼がバカンスを過ごす島へ行き、関係を持つ。パパラッチだった過去があるが、ファウストの良いところばかりを撮っていた。
マルチェッロ
ジェラート屋の主人。一人息子が結婚し、子供が産まれ、店を継いでいって欲しいと思っていたため、息子の結婚相手が男だと分かった時には寝込み、店もしばらく閉めていた。
ジーノ・カッラーロ
ファウストの弟。メディア王であり、兄のスキャンダルを度々もみ消してきた。旧知の仲であるヴィットーリオが脅迫された件に絡み、自身の出版社の入口を爆破される。
ヴィットーリオ・コンティ
政府顧問も務める有名な経済学者。大学教授。42歳。連載中の論文の内容を巡って、極左グループから脅迫を受け、プライベートでも親しくしているジーノがボディーガードを派遣してくる。37歳の時に顧問に就任。ボローニャ在住。
アルマンド・パガーニ
コンティのボディーガード。バイセクシャル。以前は市長の護衛をしていたが、反同性愛主義者の市長にバイセクシャルであることを問題視され、解雇された。ファウストが外相だった時に警護を務めた。
アンナ・マリア・カッラーロ
カッラーロの娘。
ガッド
タトゥー・スタジオの経営者。左上腕部に「和」の文字が彫られている。家賃をまけてもらう代わりに、大家と関係を持っている。
ウーゴ
ミラノ支部の党員。19歳。ゲイ。若さのあまり、アルを襲ってしまう。がっしりした体格で老眼鏡をかけた政治家に弱い。

## 書誌情報
| タイトル               | 発行日        | 出版社                | ISBN                   |
| ---------------------- | ------------- | --------------------- | ---------------------- |
| クマとインテリ         | 2005年6月10日 | 茜新社〈EDGE COMICS〉 | ISBN 4-87182-760-7     |
| amato amaro            | 2007年7月10日 | 茜新社〈EDGE COMICS〉 | ISBN 978-4-87182-919-9 |
| Gad Sfortunato         | 2009年6月26日 | 茜新社〈EDGE COMICS〉 | ISBN 978-4-86349-080-2 |
| アルとネーリとその周辺 | 2011年2月15日 | 茜新社〈EDGE COMICS〉 | ISBN 978-4-86349-206-6 |